# 塞勒姆鎮區 (密歇根州阿勒根縣)
塞勒姆鎮區（英語：Salem Township）是位於美國密歇根州阿勒根縣的一個行政鎮區。

## 地方資料
塞勒姆鎮區的面積為93.30平方千米，當中陸地面積為92.50平方千米，而水域面積為0.80平方千米。根據2010年美國人口普查的數據，當地共有人口5156人，而人口密度為每平方千米55.26人。